# Daïra de Birine
La daïra de Birine est une circonscription administrative algérienne située dans la wilaya de Djelfa. Son chef-lieu est situé sur la commune éponyme de Birine.
La daïra regroupe les deux communes:
- Birine
- Benhar